# Berberkalendern

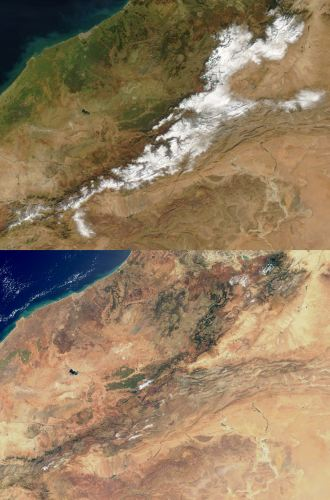
Årstider i Nordafrika: Atlasbergen i januari och april.

Berberkalendern är den jordbrukskalender som traditionellt används av berberfolket. Den är också känd som fellaḥi ( ﻓﻼّﺣﻲ  "rustik" eller ﻋﺠﻤﻲ ʿAjamī "utländsk" kalender). Kalendern används för att reglera jordbrukssäsongen.
Den islamiska månkalendern lämpar sig inte för jordbruk eftersom den inte tar hänsyn till årstider. I andra delar av den islamiska världen har antingen iranska solkalendrar, den koptiska kalendern, Rumi-kalendern eller andra kalendrar som baserats på den julianska kalendern använts innan den gregorianska kalendern infördes.
Den nuvarande Berberkalendern är ett arv från den romerska provinsen Mauretania Caesariensis och den romerska provinsen i Afrika som en kvarleva av den julianska kalendern. Den senare kalendern användes i Europa innan den gregorianska kalendern togs i bruk och där månadernas namn kommer från latin. Berbergrupper använde tidigare olika inhemska kalendrar, till exempel i Guancheautoktoner på Kanarieöarna. Emellertid är relativt lite känt kring dessa gamla kalendriska system.

## Aktuell juliansk kalender
Berberfolkets fortfarande aktiva jordbrukskalender härrör nästan säkert från den julianska kalendern. Den senare infördes i sin tur i den romerska provinsen i Afrika vid tidpunkten för den romerska dominansen. Namnen på månaderna i denna kalender härstammar från motsvarande latinska namn och etniciteter. I de romerska kalenderbeteckningarna Kalends, Nones och Ides finns El Qabisi. Det var en islamisk juristkonsult av Kairawan som levde på 1200-talet. Han fördömde firandet av "hedniska" festivaler och när han behandlade traditioner i Nordafrika  fanns observationer av Qalandas ("Kalends") i januari. Längden på året och de enskilda månaderna är densamma som i den julianska kalendern: tre år med 365 dagar följt av ett skottår med 366. Månaderna har 30 och 31 dagar förutom den andra månaden som har 28 dagar. Det som avviker från den julianska kalendern är att skottdagen vanligtvis läggs i slutet av året istället för i slutet av februari. Detta innebär att början av året (den första dagen av yennayer ) motsvarar den 14 januari i den gregorianska kalendern, vilket också sammanfaller med den missanpassning som samlats under århundradena mellan astronomiska datum och den julianska kalendern.

### Månader
Det finns standardnamn på månaderna i Amazigh-kalendern (berberkalendern). Tabellen nedan visar också de former som används i Marocko, Algeriet och Tunisien.
| Månad     | Riffian (norra Marocko) | Shilha (södra Marocko) | Kabyle (Algeriet) | Berber från Djerba (Tunisien) | Tunisisk arabiska | Libysk arabiska |
| --------- | ----------------------- | ---------------------- | ----------------- | ----------------------------- | ----------------- | --------------- |
| Januari   | Yennayer                | innayr                 | (ye) nnayer       | yennár                        | Yenna (ye) r      | yannayer        |
| Februari  | Yebrayer                | brayr                  | furar             | furár                         | fura (ye) r       | febrayer        |
| Mars      | Mares                   | MARS                   | meghres           | fördärvar                     | Marsu             | fördärvar       |
| April     | Yebrir                  | ibrir                  | (ye) brir         | ibrír                         | abril             | ibril           |
| Maj       | Maj                     | mayyu (h)              | maggu             | mayu                          | mayu              | mayu            |
| Juni      | Yunyu                   | Yunyu (h)              | Yunyu             | Yunyu                         | Yunyu             | Yunyu           |
| Juli      | Yulyuz                  | yulyuz                 | yulyu (z)         | yulyu                         | yulyu             | yulyu           |
| Augusti   | Ɣuct                    | ghusht                 | ghusht            | ghusht                        | awussu            | aghustus        |
| September | Cutembir (c = sh)       | shutambir              | shtember          | shtámber                      | shtamber          | september       |
| Oktober   | Ktuber                  | kṭubr                  | (k) knölen        | ktúber                        | uktuber           | uktuber         |
| November  | Nwambir                 | nuwambir               | nu (ne) mber      | numbír                        | nufember          | nuvamber        |
| December  | Dujembir                | dujambir               | bu- (du-) jember  | dujámber                      | dejember          | december        |

## Årstider och festivaler
Förutom indelningen i månader finns det inom den traditionella jordbrukskalendern andra indelningar av "årstider" eller "starka perioder" vilka kännetecknas av speciella festivaler och fester.
Bara några Berberspråk har fortfarande ett ord för samtliga fyra årstider. Orden för vår och höst används nästan överallt, men vintern förekommer sparsamt och bland de nordliga Berbergrupperna har namnet för höst endast bevarats i Jebel Nafusa (Libyen).
- Vår tafsut (Ar. Er-rbiʿ ) - Börjar den 15 furar (28 februari)
- Sommar anebdu (Ar es-SIF.) - Börjar den 17 Mayu (30 maj)
- Höst amwal / aməwan[3] (Ar. Le-xrif ) - Börjar den 17 ghusht (30 augusti)
- Vinter tagrest (Ar. Esh-shita ' ) - Börjar den 16 november (29 november)

Ett intressant inslag är motsatsförhållandet mellan två 40-dagarsperioder. En representerar den kallaste delen av vintern (" Nätterna ", llyali ) och en sommarens hetaste period ("Rötmånaden ", ssmaym, awussu ).

### Llyali

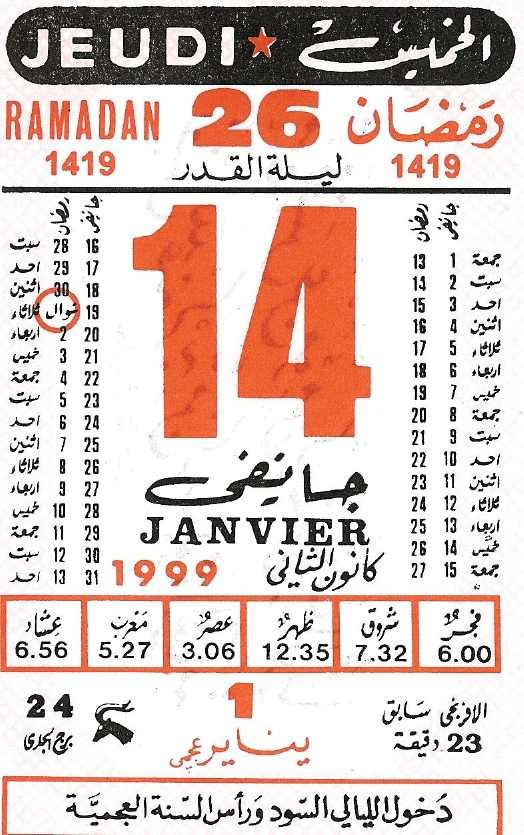
En sida från en tunisisk kalender som visar hur 1 Yennayer ʿajmi (i rött på botten) sammanfaller med den 14 januari i den gregorianska kalendern. Skrivningen längst ner signalerar att det är ʿajmi nyårsdag och att al-lyali al-sud ("de svarta nätterna") börjar.

Den kallaste perioden består av 40 dagar. Först kommer 20 "vita nätter" (Berber: iḍan imellalen, arabiska: al-lyali al-biḍ ) från 12 till 31 dujamber (gregorianska datum: 25 december - 13 januari).  Detta följs av 20 "svarta nätter" (Berber: iḍan tiberkanin / isṭṭafen, arabiska al-lyali al-sud ) som börjar den första dagen av yennayer vilket motsvar den 14 januari i den gregorianska kalendern.

### Yennayer
Årets första dag firas på olika sätt i olika delar av Nordafrika. En utbredd tradition är att äta en måltid med särskilda råvaror, exempelvis couscous med sju grönsaker. Vilka råvaror som äts skiljer sig åt mellan regionerna. På vissa håll offras ett djur (vanligen en höna). I januari 2018 förklarade Algeriet Yennayer som en nationell helgdag. Det är ett symboliskt viktigt steg med tanke på hur Amazigh marginaliseras i norra Afrika.
Firandet är ofta sammanvävt med den islamiska dagen Aashura. Utmärkande drag är de i många regioner förekommande rituell åkallan med formler som bennayu, babiyyanu, bu-ini, och så vidare. Sådana uttryck kan enligt många forskare härledas till de gamla bonussekvenserna (gott nytt år).
Det finns särskilda omständigheter i Yennayer-firandet kring datumet för nyårsdagen. En gång i tiden inträffade dagen den 14 januari överallt. Men vissa kulturföreningar med Berberfolk är väldigt engagerade i att återinföra traditioner och seder som är på väg att gå förlorade. Detta engagemang kan ha lett till ett troligt misstag där det istället blivit den 12 januari som är nyårsdagen. I en stor del av Algeriet är för närvarande en vanlig åsikt att 12 januari är datumet för Berbernas nyårsdag. Firandet den 12 januari, två dagar innan det traditionella firandet, hade tidigare uttryckligen signaliserats i staden Oran.

### El Azara
El Azara ( arabiska: العزارة ) är en period på året mellan 3 och 13 februari i Berberkalendern. Den kännetecknas av att ibland ha ett varmt och ibland ett kallt klimat.

### Lḥusum / Imbarken
Innan kylan helt avtar och våren kommer igång med full kraft finns det en period på året som många är rädda för. Den pågår i totalt tio dagar, de fem sista dagarna i månaden furar och de fem första dagarna i månaden mars. Perioden kännetecknas av stark vind. Det sägs att man under denna period ska avstå från vissa jordbruks- och hantverkaraktiviteter. Man ska inte heller gifta sig eller gå ut på natten. Istället ska man ge sin fulla uppmärksamhet åt de mystiska krafter som under den perioden är särskilt aktiva och firar sina bröllop. I Djerba kallas dessa varelser på grund av ett språkligt tabu för imbarken det vill säga "de välsignade". Ordet har också givit namn åt perioden.
Jamrat el Ma ( arabiska: جمرة الماء    ), "havets glöd",  den 27 februari, utmärker sig genom en ökning av havstemperaturen.
Jamrat el Trab ( arabiska: جمرة التراب  ), (engelska "land embers") är perioden 6 till 10 mars och kännetecknad av en blandning av kraftigt regn och soligt väder. Termen jamrat (bokstavligen "kol") hänvisar till jordens varma tillstånd under denna period.

### Ssmaym
Liksom den kalla vinterperioden varar även rötmånaden i 40 dagar. Den börjar den 12 yulyuz (25 juli) och pågår till den 20 ghusht (2 september). Periodens apikala ögonblick är den första ghusht "augusti" (även det i Tunisien och Libyen utbredda namnet awussu verkar härstamma från latinets augusti). Denna dag utförs ritualer som härrör från för-islamiska och till och med förkristna traditioner. Ritualerna innefattar kasar (som på många platser äger rum runt sommarsolståndet: en sed som redan fördömts som hednisk av St. Augustine), eller vattenritualer, som de som är vanliga i kuststäderna i Tunisien och Tripolitanien, som att dyka i havsvattnen i tre nätter för att bevara hälsan. Vid dessa ceremonier brukade hela familjer stiga ner i vattnet. Ibland tog de även med sig sina husdjur. Även om ritualen har tagits upp i en islamisk ram (under dessa nätter skulle Zamzam-vattnet, i Mecka, spilla över, och i havet skulle det vara fördelaktiga söta vattenvågor), kallar många detta firande "misstagens nätter". Det var vanligt att män och kvinnor hade samlag i vågorna för att uppnå fertilitet och välstånd.

### Iweǧǧiben
En annan viktig period i jordbrukskalendern är plöjning. Här anses den 17 (k)tuber som ett viktigt datum då man kan börja plöja sina fält. På arabiska kallas perioden ḥertadem, det vill säga " Adams plöjning". Detta då mänsklighetens gemensamma förfader sägs ha börjat sina jordbruksarbeten vid den tiden på året.

## Påverkan från den islamiska kalendern
Fester som kan kopplas till den julianska kalendern har ibland integrerats i den islamska kalendern efter århundraden av kontakter med den arabisk-islamiska kulturen. Detta har lett till undertryckandet av vissa traditionella helgdagar eller till skapandet av dubbletter.
Det tydligaste exemplet är att nyårsfirandet i många fall har överförts till den första islamiska månaden, det vill säga Muharram, och mer exakt till ʿĀshūrā ', som infaller på den 10:e dagen i den månaden. Denna helgdag har en viktig sörjande mening för shiamuslimer, medan sunnier ignorerar den. Många studier har visat på samband mellan hur glädjefyllt högtiden firas i Nordafrika och det uråldriga nyårsfirandet.
|    | Arabiska namn   | Berber namn                                                                                    |
| 1  | Muharram        | babiyannu (Ouargla) ʿAshura ' (Djerba)                                                         |
| 2  | Safar           | du deffer ʿashura '                                                                            |
| 3  | Rabiʿ al-awwal  | elmilud                                                                                        |
| 4  | Rabiʿ al-thani  | u deffer elmilud                                                                               |
| 5  | Jumada al-awwal | melghes (Djerba)                                                                               |
| 6  | Jumada al-thani | asgenfu n twessarin "de gamla kvinnornas resten (väntan)" (Ouargla) sh-shaher n Fadma (Djerba) |
| 7  | Rajab           | twessarin "de gamla kvinnorna"                                                                 |
| 8  | sha'aban        | asgenfu n remdan "resten av Ramadan" (Ouargla)                                                 |
| 9  | Ramadan         | sh-shaher n uzum ' "fasta månadens" (Djerba)                                                   |
| 10 | Shawwal         | tfaska tameshkunt "den lilla semestern" (Djerba)                                               |
| 11 | dhu al-qaʿida   | u jar-asneth "det mellan de två (helgdagar)" (Djerba)                                          |
| 12 | Dhu al-Hijjah   | tfaska tameqqart "den stora semestern" (Djerba)                                                |

## Äldre kalendrar
| Namn                  | Översättning            |
| --------------------- | ----------------------- |
| tayyuret tezwaret     | Den första lilla månen  |
| tayyuret tegg w erat  | Den sista lilla månen   |
| yardut                | ?                       |
| sinwa                 | ?                       |
| tasra tezwaret        | Den första flocken      |
| tasra tegg w erat     | Den sista flocken       |
| awdayeɣet yezwaren    | De första antilopbarnen |
| awdayeɣet yegg w eran | De sista antilopbarnen  |
| awzimet yezwaren      | De första gasellbarnen  |
| awzimet yegg w eran   | De sista gasellbarnen   |
| ayssi / aysi          | ?                       |
| nim                   | ?                       |

Inte mycket är känt om hur de antika berberna delade in tiden. Vissa delar av förislamisk och nästan säkert den för romerska kalendern mynnar ur några medeltida skrifter analyserade av Nico van den Boogert. En del korrelationer som också finns med den traditionella Tuaregkalendern tyder på att det under antiken fanns en tidsräkning som berberna organiserat.
Det finns inte tillräckligt med element för att kunna återskapa denna kalender till fullo, men utmärkande är att många månadsnamn visas i par (i Tuareg-världen även i tripletter), vilket antyder på en tidsindelning som skiljer sig från den nuvarande med månader på ungefär 30 dagar.
Viss ytterligare information kan utläsas från vad som är känt om tidsberäkning bland Guancherna på Kanarieöarna. Dock kan det vara svårt att specificera och korrelera med situationen i övriga Nordafrika. Enligt ett manuskript från 1600-talet av Tomás Marín de Cubas kallade Guancherna sitt år för acano. Året började med nymåne och de följande 29 dagarna (solarna). Det nya året inleddes med nio dagars skördefest den 21 juni vilket bestämdes av att solen gått in i kräftans vändkrets och den första månen efter sommarsolståndet.
Samma manuskript säger något otydligt att grafiskt-piktoriska uppgifter om sådana kalenderhändelser (tara) haft olika stödbevisning. Vissa moderna forskare har därför kopplat beskrivningar av astronomiska händelser till årliga cykler i en serie geometriska målningar i grottor på Gran Canaria, men resultaten bör ses som spekulationer.
Beñesmet är det enda namnet på en månad som är känd på det lokala språket. Det verkar röra sig om årets andra månad, motsvarande augusti. Om namnet bestod av ordleden * wen "det av" + (e) smet (eller (e) zmet ), kan det motsvara listan över medeltida Berbermånadernas namn, med de nionde och tionde månaderna awzimet (aw "barn av" + zimet "gasell"). Data är dock för knapp för att kunna komma längre med den hypotesen.

## Årsberäkning
Den traditionella Berberkalendern räknade inte år i samklang med den era den skapades i. I Tuareg-civilisationen, där traditionella sätt att beräkna åren har bevarats, uttrycks inte år med siffror. Istället ger de åren kännetecknande namn.
Från 1960-talet, på initiativ av Académie Berbère i Paris, har en del berber börjat beräkna år från 950 f.v.t. Detta markerar den ungefärliga tidpunkten då Sheshonk I, den första libyska faraon i Egypten, kom till makten. Han identifieras som den första framstående Berbern i historien (han registreras som att han är av libyskt ursprung). Det gregorianska året 2020 motsvarar till exempel det 2970:e året i Berberkalendern.
Detta har tagits emot väl av många inom Berberkulturen och ses nu som en del av berberfolkets kulturarv. Därmed är det också integrerat med den nordafrikanska kalenderns traditionella seder.

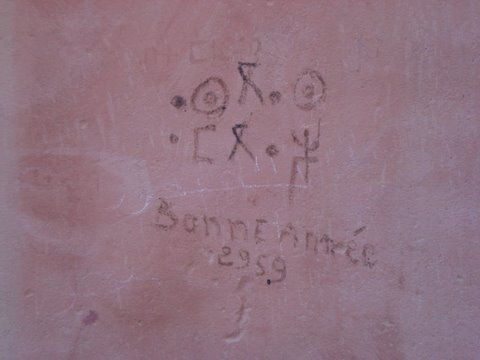
Foto taget den 31 december 2007 nära Tafraout (Marocko) med skrifterna aseggas ameggaz ("bra år") i Tifinagh och bonne année 2959 ("bra år 2959") på franska. Observera misstaget på 1 år, då 2959 motsvarar det gregorianska året 2009.